# ToHeart2
《ToHeart2》是由日本的Leaf／AQUAPLUS公司在2004年12月28日發行的PS2平台上的視覺小說類型美少女遊戲。之後發行十八禁遊戲、電視動畫、OVA等改編作品。故事情節發生在《To Heart》兩年之後的同一所高中，幾乎所有的角色都是新登場的，只有姬百合姐妹在上一代的相關動畫《To Heart ~Remember My Memories~》中登場過。

## 登場人物
括號內為PS2版、PSP版、動畫版、廣播劇CD版共通聲優。《XRATED》與《AnotherDays》聲優名單不公開。

### 男主角
河野貴明（聲：福山潤（動畫版）/梶裕貴（PSP及PS3））
本作的主角。由於父母都在海外出差，所以一個人住。
典型的爛好人類型。不擅長與女性來往，甚至到了害怕與女性接觸的地步。不過面對遇到困難的女孩還是會不由自主地伸出援手。
與雄二一樣懼怕著向坂環，兩人經常躲著向坂環，可總是一下子就被向坂環全部揪出來(因為兩人總躲在一起，而且不擅躲藏，總是躲在和上次同樣的地方，也經常被向坂環騙出來)。

### 主要女性角色人物
柚原木實（聲：長谷優里奈）
男主角的青梅竹馬及鄰居。比主人公小一歲。經常向主角撒嬌。
生日：9月6日。身高：150cm。三圍：74/55/77。血型：O。背景曲：。
在PS2版的片尾，落合祐理香（舊藝名）的名字被誤記為落合祐香理。
向坂環（聲：伊藤靜）
主角的青梅竹馬，孩子王，被暱稱為「環姐」。比主人公大一歲，最近轉學到了主人公就讀的中學。
XRATED版「莎莎菈篇」劇情線裡擔當學生會副會長。
生日：7月7日。身高：165cm。三圍：89/58/82。血型：AB。背景曲：。
小牧愛佳（聲：力丸乃梨子）
主角的同班同學，原為副班長，因為熱心助人，於二年級時被全班捧為班長，但喜歡別人叫他名字而不是職稱。不擅於與男性來往，有點天然呆、嘴饞貪吃（但本人不承認），喜歡待在圖書館的書庫喝茶或做志工。
生日：5月1日。身高：154cm。三圍：83/58/84。血型：A。背景曲：。
笹森花梨（聲：中島沙樹）
祕研社（神秘現象研究社）社長，曾經利用一次意外威脅主角加入祕研。
生日：12月1日。身高：156cm。三圍：84/56/82。血型：AB。背景曲：。
姬百合珊瑚
姬百合瑠璃的姊姊，有天才般的腦袋，但是家事除外。女僕機人的AI程式開發技術顧問，製造出依露法、美露法、西露法三姐妹。
生日：6月16日。身高：152cm。三圍：76/56/78。血型：O。背景曲：。
姬百合瑠璃（聲：吉田小南美）
姬百合珊瑚的妹妹，家事料理樣樣行，但是對於讀書並不拿手。
生日：6月16日。身高：152cm。三圍：80/56/79。血型：O。背景曲：。
十波由真（聲：生天目仁美）
本名 長瀬由真（ながせ ゆま）。騎著登山腳踏車（MTB）上學的隔壁班女生，因某些因素，常找主角對決。很容易酒醉，酒醉後吐露自己的心事和亂跑。
與小牧愛佳曾是中學時代的學友。因個人理由隱瞞著本姓。
生日：8月31日。身高：158cm。三圍：85/57/81。血型：B。背景曲：。
草壁優季（聲：佐藤利奈）
本名 高城優季（たかしろ ゆうき）。PS2版追加登場的女性角色。一個可在晚上看到的神秘女孩，且因為某些理由，她不是經常被見到，同時她經常帶著一本筆記本在她身旁。以前曾經與主角同校並一起玩耍，因為父母離婚而改姓草壁。
生日：4月14日。身高：157cm。三圍：84/54/80。血型：A。背景曲：。
露西·瑪莉亞·美空（聲：夏樹莉緒）
充滿神秘色彩的少女，自稱外星人。口頭禪『RU』。姓名的日文拼音：。
生日：2月30日。身高：162cm。三圍：79/57/78。背景曲：。
久壽川莎莎菈（聲：小野涼子）
XRATED版登場的新角色，是學生會長。時常會想跟主角做些事情，但是沒勇氣。喜歡一些孩子氣的東西。
與小麻前輩是摯友。
生日：9月20日。身高：163cm。三圍：87/57/83。血型：AB。背景曲：。
羽根崎美緒（聲：齋藤千和）
PS3版登場的新角色。外型如座敷娃娃般、戴著眼鏡打扮略顯土氣的怯弱少女。特點是沒存在感，經常被同學忽略其存在。
態度看似平淡冷漠，其實相當內向怕生、怯於與人社交。受主角鼓勵學習人際互動，並加入廣播社參加部社活動。
生日：10月22日。身高：155cm。三圍：84/57/82。血型：A型。背景曲：。

### Toheart2 AnotherDays的主要人物
柚原木實／向坂環
參見Toheart2 XRATED的主要人物。
河野晴美（聲：山川琴美）
12月3日生日。轉學生，雖說是新登場的人物，其實她就是HMX-17b美露法。
姬百合珊瑚設計的女僕機器，因為某種原因曾和男主角有過親密接觸，從此迷戀上男主角，稱呼男主角為達令（darling）。背景曲：。
HMX-17c 西露法（聲：櫻井浩美）
12月4日生日。姬百合珊瑚設計的女僕機器人。
背景曲：。
山田滿（聲：笠原晶）
5月17日生日。柚原木實初中時代開始的好友。平時沒有什麼表情，說話也很少，但是不時會很尖銳的吐槽。
背景曲：。
吉岡千惠（聲：太田佳織）
2月12日生日。柚原木實初中時代開始的好友。巨乳，但是不敵向坂環。
背景曲：。
小牧郁乃
3月3日生日。小牧愛佳的妹妹。
背景曲：。
菜菜子（聲：阪田佳代）
本名 李爾菜菜子（さとこ ななこ）。3月21日生日。在主角學校附近的小學學生。背景曲：。
小麻前輩（聲：小暮英麻）
本名 朝霧麻亞子（あさぎり まあこ）。1月14日生日。背景曲：POP STEP GIRL
在《XRATED》中登場的角色。前任學生會長。經常戲弄久壽川莎莎菈。很會出些餿主意。
本人自稱永遠的14歲，主角稱呼她為「最差的學姊」。

### 次要角色
HMX-17a 依露法
11月26日生日。姬百合珊瑚所設計的機器人女傭。
柚原春夏（聲：本多知惠子）
5月9日生日。柚原木實的母親。平時很溫柔，但是有時候很強硬。
向坂雄二（聲：鳥海浩輔）
向坂環的弟弟。主人公的同學。如果遊戲結束時主人公攻略所有女性角色都失敗，就會對他說：「我們是一輩子的朋友，對吧？」
玲於奈（聲：水原英里）
本名 神樂玲於奈（れおな かぐら）。向坂環原來所在學校九条院女校的學生。三人都仰慕向坂環，想要阻止向坂環和主人公交往。
薫子（聲：牧野芳奈）
本名 古風薫子（こふ かおるこ）。向坂環原來所在學校九条院女校的學生。仰慕向坂環，想要阻止向坂環和主人公交往。
霞（聲：安田未央）
本名 江澤霞（えざわ カスミ）。向坂環原來所在學校九条院女校的學生。仰慕向坂環，想要阻止向坂環和主人公交往。
丹尼爾（聲：楠見尚己）
某登場人物的祖父，來棲川家的管家。
真委員長（聲：石井真）
主人公班上一年級時的委員長，後來因交通事故住院，他的工作都交給小牧愛佳來完成。
圖書委員長（聲：濱田賢二）
本名不明，為了自己的政績而和管理圖書室的小牧愛佳起了衝突。
久壽川凱菈
久壽川莎莎菈的母親。與前夫離婚。從事廣告代理業務的職業婦女。
今津吾郎
久壽川莎莎菈的父親。離婚的緣故莎莎菈從母姓。

## 製作人員
※括號內為擔任的角色
- 製作：下川直哉 [6]
- 導演：鷲見努
- 角色設計、原畫（負責角色）：
  - （柚原木实、十波由真、HMX-17a 依露法、HMX-17b 美露法、HMX-17c 西露法、吉岡千惠、山田満、柚原春夏）
  - 甘露樹（向坂環、小牧愛佳、小牧郁乃、向坂雄二、丹尼爾、玲於奈、薫子、霞）
  - （姬百合珊瑚、姬百合瑠璃、草壁優季）
  - （笹森花梨、露西、菜菜子、久壽川莎莎拉、小麻前輩）
- 原畫、彩色：
- 地圖角色設計：大谷圭
- 劇本：
  - 三宅章介（姬百合珊瑚、姬百合瑠璃、露西、久壽川莎莎拉）
  - 菅宗光（柚原木實、向坂環）
  - （笹森花梨、草壁優季）
  - 枕流（十波由真、小牧愛佳）
- 音楽：松岡純也、石川真也、下川直哉、中上和英、衣笠道雄
- 背景・背景外注管理：KUSANAGI
- 程序：
- 片頭動畫：
  - 製片：吉田昇一
  - 分鏡、演出、作畫監督：渡辺明夫
  - 製作：

## 發行
PS2版「ToHeart2」及「ToHeart2 初回限定版」「To Heart & ToHeart2 限定豪華包」於2004年12月28日發售發售。Windows用軟件「ToHeart2桌面飾品」於2005年11月25日發售。PSP版「ToHeart2 PORTABLE」於2008年7月30日發售。PSP版「ToHeart2 ダンジョントラベラーズ」於2011年6月30日發售。PS3版「ToHeart2 DX PLUS」於2011年9月22日發售。PS3版「ハートフルシミュレーター PACHISLOT ToHeart2」於2012年10月25日發售。PSV版「ToHeart2 ダンジョントラベラーズ」於2015年4月30日發售。
Windows用18禁版遊戲「ToHeart2 XRATED」初回限定版於2005年12月9日發售 。
Windows用18禁版遊戲「ToHeart2 XRATED」通常版於2005年12月23日發售。Windows用18禁版遊戲「Toheart2 AnotherDays」於2008年2月29日發售。 

## 主題曲
- OP：Heart To Heart（作詞：須谷尚子 作曲：中上和英 歌：中山愛梨沙）
- ED：（作詞：須谷尚子 作曲：下川直哉 歌：AKKO）

## ToHeart2 AnotherDays
「ToHeart2 XRATED」的續篇。2008年2月29日發售。支持Windows2000/XP/Vista。18禁。登場人物和舞台和《XRATED》相同。不過時間上在《XRATED》之後。柚原木實，向阪環以外的《XRATED》的配角成為了主角登場。遊戲系統不同於《XRATED》的視覺小說的形式，採用了畫面下方出現對話窗口的一般的戀愛冒險形式。另外、本作是Leaf正式支持Windows Vista的首部作品。在遊戲發售之前，Leaf在遊戲官網宣佈ToHeart2系列三部作品的出貨量都突破了十萬。

### 主題曲
- OP：Heart To Heart（作詞：須谷尚子 作曲：中上和英 歌：）
- ED：（作詞：須谷尚子 作曲：石川真也 編曲：松岡純也 歌：）

## 漫畫
於2005年2月21日《月刊Comic電擊大王》4月號開始連載漫畫「ToHeart2」。
2005年3月18日《月刊G Fantacy》4月號開始連載漫畫「ToHeart2～colorful note～」，2008年3月18日《月刊G Fantacy》4月號連載結束。

## 電視動畫
全13集電視動畫系列於2005年10月3日到12月26日播放。

### 製作人員
- 監督：須藤典彥 [18]
- 系列構成：山口宏
- 角色設計、總作畫監督：西尾公伯
- 攝影監督：龜田美紀
- 音樂監督：明田川仁
- 音樂製作：FRONTIER WORKS
- 動畫製作：OLM Team IGUCHI

### 主題曲
- OP「Hello」

作詞：須谷尚子 作曲：下川直哉 編曲：下川直哉、松岡純也 歌：池田春菜
- ED

作詞、作曲：巽明子 編曲：4 Tree Music 歌：Suara

### 各話標題
| 話數 | 標題 | 標題中譯     | 腳本     | 分鏡     | 演出              | 作畫監督            |
| ---- | ---- | ------------ | -------- | -------- | ----------------- | ------------------- |
| 1    |      | 新制服       | 山口宏   | 須藤典彥 | 須藤典彥          |                     |
| 2    |      | 青梅竹馬     | 中瀬理香 | 松浦錠平 | 松浦錠平          | 杉本光司 杉藤早百合 |
| 3    |      | 小型茶會     | 山口宏   | 篠崎康行 | 牧野行洋          | 牛島勇二            |
| 4    |      | 自行車       | 藤田伸三 | 橫田和善 | 中村憲由 小川康治 | 古池俊也            |
| 5    |      | 誘惑         | 山口宏   | 伊藤真朱 | 伊藤真朱          | 野口孝行            |
| 6    |      | 轉學的少女   | 藤田伸三 | 中川聰   | 牧野行洋          | 木下和榮            |
| 7    |      | UFO          | 山口宏   | 松浦錠平 | 松浦錠平          | 細田忠太            |
| 8    |      | 錯過的心情   | 中瀬理香 | 橫田和善 | 伊藤真朱          | 古池敏也            |
| 9    |      | 兩個人       | 中瀬理香 | 伊藤真朱 | 伊藤真朱          | 野口孝行 定井秀樹   |
| 10   |      | 約定         | 藤田伸三 | 牧野行洋 | 牧野行洋          | 木下和榮            |
| 11   |      | 滿開的八重櫻 | 山口宏   | 松浦錠平 | 松浦錠平          | Yang Byung Ki       |
| 12   |      | 春風         | 中瀬理香 | 橫田和善 | 橫田和善          | 古池敏也            |
| 13   |      | 新的早晨     | 山口宏   | 須藤典彥 | 須藤典彥          | 西尾公伯 實原登     |

## OVA
2007年發售。OVADVD共3卷。設定是主人公・河野貴明和所有的女主角都成了朋友；《ToHeart2 AnotherDays》第一卷於2008年3月26日發售；《ToHeart2 AnotherDays plus》DVD共2卷；《ToHeart2 AnotherDays next》DVD和藍光光碟各2卷。OVA「ToHeart2 ダンジョントラベラーズ」DVD共2卷。

### ToHeart2 OVA

#### 製作人員
- 監督： [23]

- 監督補佐：阪田純一
- 角色設計、作畫監督：柳澤正秀、桂憲一郎、
- 美術監督：緒続學
- 背景：KUSANAGI
- 攝影監督：勝又雄一
- 攝影：
- 動畫製作：Chaos Project、AQUAPLUS
- 發售：株式會社IMAGICA Image Works
- 販賣：FRONTIER WORKS股份有限公司、GENEON ENTERTAINMENT股份有限公司

#### 主題歌
片頭曲
作詞：U 作曲：石川真也 編曲：衣笠道雄 歌：Suara
片尾曲
- （1卷）

作詞：華音 作曲、編曲：松岡純也 歌：伊藤靜
- 「春の日和の野原の寢顔」（2卷）

作詞：華音 作曲、編曲：松岡純也 歌：力丸乃梨子
- 「I am」（3卷）

作詞：未海 作曲、編曲：衣笠道雄 歌：Suara
※1卷、2卷的片尾曲是從CD《ToHeart2 角色歌》中摘錄出來的，引用了那一卷的主角的角色歌。

#### ToHeart2 OVA列表
第1卷「女傭機器人啟動」 2007年2月28日發售。
- 腳本：小林成朗，分鏡、演出：阪田純一，作畫監督：柳沢まさひで
- 音聲特典：實況解說 出演：伊藤靜、萩原えみこ、Suara
- 映像特典：短劇「次回予告？」

第2卷「那個夏天，喧鬧的大海」 2007年6月27日發售。
- 腳本：小林成朗、，分鏡、演出：桂憲一郎，作畫監督：柳沢まさひで
- 音聲特典：實況解說 出演：、
- 映像特典：短劇「實用Ru語講座」

第3卷「大家的學院祭，小小的心願」 2007年9月28日發售。
- 腳本：、分鏡：、演出：、村山靖、作畫監督：、桂憲一郎
- 音聲特典：實況解說 出演：小野涼子、小暮英麻、佐藤利奈
- 映像特典：結局畫廊

### ToHeart2 ad

#### 主題歌
ToHeart2 ad片頭曲
歌：
ToHeart2 ad片尾曲
歌：

#### 各卷列表
第1卷「回憶的爪痕」 2008年3月26日發售。
- 映像特典：
- 音聲特典： 出演：伊藤靜、生天目仁美

第2卷「happy new year」 2008年8月8日發售。
- 映像特典：
- 音聲特典：　出演：佐藤利奈、生天目仁美

### ToHeart2 adplus

#### 各卷列表
第1卷 2009年4月24日發售。
- 映像特典：
- 音聲特典：（出演…櫻井浩美、山川琴美）

第2卷 2009年10月7日發售。
- 映像特典：
- 音聲特典：

### To Heart 2 adnext

#### 各卷列表
第1卷 2010年9月23日發售。
- 映像特典：
- 音聲特典：

第2卷 2010年12月22日發售。
- 映像特典：
- 音聲特典：（Vol.2…佐藤利奈＆山川琴美）

## 網路廣播
網路廣播節目都在音泉發佈。
Radio ToHeart2
從2005年10月6日到2008年1月10日總共播放116回，由落合祐里香（柚原このみ）、伊藤静（向坂環）擔任主持人。
ささら、まーりゃんの生徒会会長ラジオ for ToHeart2
從2008年2月15日到2012年8月10日的每周五總共播放231回，由小野涼子（久寿川ささら）、小暮英麻（まーりゃん先輩）擔任主持人。
来栖川重工プレゼンツ メイドロボ3姉妹 ラジオはじめました
從2009年9月7日到2010年4月5日的每周一總共播放30回，由萩原えみこ（イルファ）、山川琴美（ミルファ）、櫻井浩美（シルファ）擔任主持人。
帰ってきた！ ささら、まーりゃんの生徒会会長ラジオ for ToHeart2
從2014年5月2日到2015年7月10日的隔周五總共播放32回，主持人同樣是由小野涼子、小暮英麻來擔任。

## 評價
在2007年10月，《電擊G's magazine》舉辦了日本前五十名最佳美少女遊戲排名的票選活動，《ToHeart2》在入圍的249款遊戲中獲得74票而成為第3名。

## 爭議
GPL違反與公開源碼
《ToHeart2 XRATED》發售後，有玩家稱作品中含有XviD，因此指Leaf違反了GNU通用公共許可證。其後Leaf發覺其他、《Tears to Tiara》、《鎖》三作也同樣使用了XviD，最後以郵寄源碼CD給用戶的方式解決。

## 外部連結
- AQUAPLUS（日語）
- （页面存档备份，存于）（日語）
- ToHeart2官方網站（页面存档备份，存于）AQUAPLUS（日語）
- ToHeart2電視動畫官方網站（页面存档备份，存于）（日語）
- ToHeart2 OVA官方網站（页面存档备份，存于）AQUAPLUS（日語）
- ToHeart2 XRATED 官方網站（页面存档备份，存于）Leaf（日語）
- ToHeart2 Another Days 官方網站（页面存档备份，存于）Leaf（日語）
- 来栖川重工presents メイドロボ3姉妹（页面存档备份，存于）音泉（日語）
- 帰ってきた！ ささら、まーりゃんの生徒会会長ラジオ for ToHeart2（页面存档备份，存于）音泉（日語）